# Superpuchar Polski w koszykówce kobiet
Superpuchar Polski w koszykówce kobiet – mecz koszykówki rozgrywany pomiędzy zespołami mistrza Polski oraz zdobywcy Pucharu Polski. Odbywa się na początku rozgrywek zasadniczych ORLEN Basket Liga Kobiet. Jest rozgrywany nieregularnie.
Pierwsza w historii rywalizacja o Superpuchar Polski odbyła się 14 października 2007.

## Zdobywcy Superpucharu Polski w Koszykówce kobiet
pogrubiony – mistrz Polski

| Data       | Zwycięzca                     | Finalista             | Wynik | MVP                   | Miejsce   |
| ---------- | ----------------------------- | --------------------- | ----- | --------------------- | --------- |
| 02.10.2024 | Polski Cukier AZS-UMCS Lublin | KGHM BC Polkowice     | 94–74 | Laura Miškinienė      | Poznań    |
| 30.09.2023 | Polski Cukier AZS-UMCS Lublin | KGHM BC Polkowice     | 81–77 | Dominika Ullmann      | Sosnowiec |
| 01.10.2022 | BC Polkowice                  | VBW Arka Gdynia       | 80–66 | Stephanie Mavunga     | Gdynia    |
| 29.09.2021 | BC Polkowice                  | VBW Arka Gdynia       | 77–72 | Feyonda Fitzgerald    | Poznań    |
| 30.09.2020 | VBW Arka Gdynia               | Basket 25 Bydgoszcz   | 96–47 |                       | Żyrardów  |
| 26.09.2009 | Wisła Can-Pack Kraków         | Lotos Gdynia          | 65–47 | Ewelina Kobryn        | Lublin    |
| 27.09.2008 | Wisła Can-Pack Kraków         | Lotos PKO BP Gdynia   | 62–47 | Chamique Holdsclaw    | Toruń     |
| 14.10.2007 | Lotos PKO BP Gdynia           | Wisła Can-Pack Kraków | 67–54 | Magdalena Leciejewska | Toruń     |